# Bloesempedaalmot
De bloesempedaalmot (Argyresthia spinosella) is een vlinder uit de familie van de pedaalmotten (Argyresthiidae). De spanwijdte van de vlinder bedraagt 9 tot 11 millimeter. Het vlindertje komt verspreid over Europa en Klein-Azië voor.

## Waardplant
De waardplant van de bloesempedaalmot is de sleedoorn. De rups eet in het voorjaar van de bloesem.

## Voorkomen in Nederland en België
De bloesempedaalmot is in Nederland en in België een wijdverbreide maar niet zo algemene soort. De soort vliegt van mei tot juli.